# Дом правительства Фолклендских островов
Дом правительства (англ. Government House) в Стэнли является резиденцией губернаторов Фолклендских островов с середины XIX века.

## История
Официальная резиденция была построена в 1845 году.
В статье о Фолклендских островах в Энциклопедии Британника 1911 года говорится, что «Дом правительства, серый, каменный и покрытый шифером, напоминает приходской дом на островах Шетландских или Оркнейских».
На северной стороне здания находится оранжерея, которую посетил принц Филипп, герцог Эдинбургский, во время своего тура по Фолклендским островам в 1991 году. Там растёт один из самых южных виноградников в мире, сорта «Чёрный Гамбург».
Эрнест Шеклтон останавливался здесь во время своей знаменитой экспедиции. Он якобы описывал своё пребывание там как «гораздо холоднее, чем любое время на льду».
Это здание является охраняемым Памятником архитектуры Соединённого Королевства.
Во время вторжения Аргентины на Фолклендские острова в 1982 году здесь происходили одно из главных сражений и капитуляция.